# Darwin Walker
(en) Statistiques sur pro-football-reference
Darwin Jamar Walker (né le 15 juin 1977 à Walterboro) est un joueur américain de football américain.

## Enfance
Walker étudie à la Walterboro High School où il est un des membres de l'équipe de football américain et d'athlétisme. Il va notamment décrocher le record de Caroline du Sud du lancer du poids au niveau lycéen. 

## Carrière

### Université
Il entre à l'université d'État de Caroline du Nord. Néanmoins, il fait une année comme freshman (nouvelle recrue) et ne joue aucun match pour les Wolfpack. Il est transféré à l'université du Tennessee et arrive dans l'équipe la même année que le titre de champion national. Walker s'impose comme un des meilleurs joueurs de ligne défensive universitaire lors de sa dernière année, en 1999.

### Professionnel
Darwin Walker est sélectionné au troisième tour du draft de la NFL de 2000 par les Cardinals de l'Arizona au soixante-et-onzième choix. Lors de sa première saison professionnel (rookie), il n'apparaît qu'à un seul match des Cardinals, entrant en cours de jeu. Il ne convainc pas ses entraîneurs et est libéré durant la saison. 
Après avoir été libéré, les Eagles de Philadelphie le recrute mais il ne joue aucun match de cette saison. Il doit attendre la saison suivante pour faire ses premiers pas sous le maillot des Eagles mais comme remplaçant. En 2002, il décroche le poste de defensive tackle titulaire et va rester un membre de l'équipe type jusqu'à son départ après la saison 2006.
Le 26 mars 2007, Philadelphie échange Walker et un choix au draft de 2008 aux Bills de Buffalo contre Takeo Spikes et Kelly Holcomb. Il était aussi stipulé dans cet échange que si Walker était libéré du camp d'entraînement des Bills avant le 5 août 2007, il retournerai avec le choix du draft à Philadelphie. Mais Buffalo trouve la parade et échange, le 29 juillet, Walker aux Bears de Chicago contre un choix du draft de 2008. En effet, Chicago avait besoin d'un defensive tackle après le départ de Tank Johnson. Walker va jouer onze matchs dont sept comme titulaire lors de cette saison mais ne va pas réussir à s'imposer parmi le roster des Bears.
Libéré après la saison 2007, il signe, le 28 avril 2008 avec les Panthers de la Caroline où il reste toujours à un poste de remplaçant. Après cela, malgré être inscrit sur les listes d'agents libres, Walker n'est plus sollicité dans le monde football professionnel.